# Bartłomiej Mirecki
Bartłomiej Mirecki (ur. 2 maja 1996 w Częstochowie) – polski kierowca wyścigowy. Dwukrotny mistrz Polski Kia Lotos Race w latach 2012 oraz 2013, od 2015 występuje w serii Formuła Renault 2.0.

## Życiorys
Uczęszczał do VIII Liceum Ogólnokształcącego Samorządowego w Częstochowie. Swoją karierę rozpoczął od kartingu w 2006. W młodym wieku odnosił sukcesy w motosporcie, zdobywając 1. miejsce Pucharu MEN (2007), 1. miejsce Polskiego Pucharu Easykart 100 (2008), Wicemistrzostwo Polski ROK Junior (2009), Drużynowe Mistrzostwo Polski oraz Wicemistrzostwo Polski KF3 Junior (2010). Zdobywając tytuł mistrza Polski Kia Lotos Race w 2012 był najmłodszym zwycięzcą w historii tych zawodów (miał wtedy 16 lat).